# Magyar Fejlesztési Bank
Pour les articles homonymes, voir MFB.
 (janvier 2025).
 (janvier 2025).
La Magyar Fejlesztési Bank ([ˈmɒɟɒɾ ˈfɛjlɛsteːʃi ˈbɒnk], MFB) est une banque hongroise ayant son siège à Budapest. Propriété de l'État, elle sert ses objectifs de développement économique. Son nom signifie « banque hongroise de développement ».